# Мухаммад II Бекташ
Мухаммад II Бекташ (д/н — 1710) — 9-й дей Алжиру в 1707—1710 роках.

## Життєпис
Ймовірно, був турком і належав до суфійського ордену бекташі (звідси його прізвисько). Обраний деєм 1707 року після загибелі Гусейна II. Відмовився від активної зовнішньої політики, зосередившись на зміцненні управління.
Намагався приборкати яничар. Проте в березні 1710 року був ними повалений і страчений. Новим деєм обрали його небожа Делі Ібрагіма.